# نان غولدن
نان غولدن (بالإنجليزية: Nan Goldin)‏ (و. 1953  م) هي مصورة أمريكية، ولدت في واشنطن العاصمة.

## التعليم
تعلمت في School of the Museum of Fine Arts at Tufts ‏، وجامعة تافتس.

## جوائز
حصلت على جوائز منها:
- جائزة لوسي  [لغات أخرى]‏ (2014)
- جائزة هاسلبلاد [الإنجليزية]‏ (2007)
- قائد الفنون والآداب.

## وصلات خارجية
- نان غولدن على موقع IMDb (الإنجليزية)
- نان غولدن على موقع الموسوعة البريطانية (الإنجليزية)
- نان غولدن على موقع مونزينجر (الألمانية)
- نان غولدن على موقع ألو سيني (الفرنسية)
- نان غولدن على موقع ميوزك برينز (الإنجليزية)
- نان غولدن على موقع أول موفي (الإنجليزية)
- نان غولدن على موقع ديسكوغز (الإنجليزية)
- نان غولدن على موقع قاعدة بيانات الفيلم (الإنجليزية)
- نان غولدن على موقع كينوبويسك (الروسية)